# Basket Livorno 2008-2009
Il Basket Livorno 2008-2009, sponsorizzato Energetic a partire dall'8 aprile 2009, ha preso parte al campionato professionistico italiano di Legadue.

È stata l'ultima stagione disputata dal club, a causa del fallimento societario avvenuto nella successiva estate.

## Risultati
- Legadue:
  - stagione regolare: 10º posto su 16 squadre (15-15).

## Roster
| Giocatori |
| --------- |

|    | Naz.                                         | Ruolo | Sportivo         | Anno | Alt. | Peso |  |
| -- | -------------------------------------------- | ----- | ---------------- | ---- | ---- | ---- |  |
| 4  | Italia (bandiera)                            | G     | Andrea Casella   | 1990 | 196  | 85   |  |
| 5  | Italia (bandiera)                            | G     | Andrea Saccaggi  | 1989 | 195  | 86   |  |
| 8  | Italia (bandiera)                            | PG    | Marco Giuri      | 1988 | 194  | 90   |  |
| 9  | Stati Uniti (bandiera)                       | PG    | Jermaine Boyette | 1978 | 188  | 86   |  |
| 10 | Italia (bandiera)                            | A     | Marco Rossetti   | 1980 | 202  | 98   |  |
| 11 | Stati Uniti (bandiera)                       | GA    | Marcelus Kemp    | 1984 | 196  | 100  |  |
| 13 | Italia (bandiera)                            | C     | Simone Bagnoli   | 1981 | 205  | 115  |  |
| 14 | Stati Uniti (bandiera) · Lettonia (bandiera) | AC    | Troy Ostler      | 1978 | 208  | 100  |  |
| 16 | Italia (bandiera)                            | AC    | Francesco Foiera | 1975 | 207  | 105  |  |
| 18 | Italia (bandiera)                            | A     | Stefano Simeoli  | 1986 | 200  | 100  |  |

| Staff tecnico                   |
| ------------------------------- |
| Allenatore: Sandro Dell'Agnello |
| Assistente: Marco Sodini        |

| Giocatori acquisiti a stagione in corso |
| --------------------------------------- |

|    | Naz.              | Ruolo | Sportivo                         | Anno | Alt. | Peso |  |
| -- | ----------------- | ----- | -------------------------------- | ---- | ---- | ---- |  |
| 12 | Italia (bandiera) | G     | Emanuele Rotondo dal 28 novembre | 1975 | 194  | 88   |  |

Legaduebasket: Dettaglio statistico